# Gocholo
Gocholo (auch: Gochalo) ist ein Dorf in der Landgemeinde Bandé in Niger.

## Geographie
Das von einem traditionellen Ortsvorsteher (chef traditionnel) geleitete Dorf liegt rund 16 Kilometer nordwestlich des Hauptorts Bandé der gleichnamigen Landgemeinde, die zum Departement Magaria in der Region Zinder gehört. Ein Nachbardorf von Gocholo im Nordwesten ist Gomba.
Gocholo ist Teil der Übergangszone zwischen Sahel und Sudan. Die durchschnittliche jährliche Niederschlagsmenge beträgt hier zwischen 400 und 500 mm.

## Bevölkerung
Bei der Volkszählung 2012 hatte Gocholo 776 Einwohner, die in 140 Haushalten lebten. Bei der Volkszählung 2001 betrug die Einwohnerzahl 524 in 95 Haushalten.

## Wirtschaft und Infrastruktur
Im Dorf wird ein Wochenmarkt abgehalten. Der Markttag ist Mittwoch. Es gibt eine Schule. Das nigrische Unterrichtsministerium richtete 1996 gemeinsam mit dem Welternährungsprogramm der Vereinten Nationen zahlreiche Schulkantinen in von Ernährungsunsicherheit betroffenen Zonen ein, darunter eine für Nomadenkinder in Gocholo. In der Siedlung wird Saatgut für Augenbohnen produziert. Die 22,02 Kilometer lange Route 747 zwischen dem Gemeindehauptort Bandé und dem Dorf Gomba führt durch Gocholo. Es handelt sich um eine wenig ausgebaute Landstraße.